# Foynes
Foynes (irisch Faing) ist eine kleine Hafenstadt im County Limerick im Westen der Republik Irland mit 512 Einwohnern (Stand 2022).
Foynes liegt am Rande einer hügeligen Landschaft am südlichen Ufer der Mündung des Flusses Shannon. Der Ort befindet sich im Norden des County Limerick auf der Nationalstraße N69 von Limerick City über Listowel nach Tralee im County Kerry, etwa 40 km westlich von Limerick City.
In der Anfangszeit der Luftfahrt war der Ort der westlichste Startplatz an der europäischen Atlantikküste für Flugboote. Dies änderte sich, als 1942 der nahegelegene Flughafen Shannon Airport auf der nördlichen Seite des Flusses eröffnet wurde. Der Startplatz für Flugboote schloss im Jahre 1946. Am Ort gibt es das Foynes Flying Boat Museum, ein Museum über Flugboote.
Die Flughafenbar gilt als Ursprungsort für Irish Coffee.